# Настасья Ноанс
Настасья Ноанс (12 вересня 1988 , Ніцца ) — французька гірськолижниця, що спеціалізується на слаломі. Призерка етапів Кубка світу, учасниця трьох зимових Олімпійських ігор (2010, 2014, 2018).

## Спортивна кар'єра
У міжнародних змаганнях Настасья Ноанс почала брати участь у грудні 2003 року. 11 листопада 2006 року дебютувала на етапі Кубка світу, що відбувся у фінському Леві. Тоді вона потрапила до тридцятки найкращих, посівши 26-те місце і набравши перші залікові бали.
2008 року на чемпіонаті світу серед юніорів в Іспанії Ноанс виборола бронзу в слаломі.
В олімпійському сезоні 2009—2010 Настасья вперше в кар'єрі потрапила до десятки найкращих Кубка світу, ставши восьмою на етапі в австрійському Флахау. На Олімпіаді у Ванкувері француженка змагалась лише в слаломі й посіла 29-те місце.
У сезоні 2010—2011, знову у Флахау, Ноанс посіла 3-тє місце, вперше в кар'єрі зійшовши на п'єдестал пошани етапу Кубка світу. Вдруге до трійки вона потрапила за кілька тижнів перед Іграми в Сочі, ставши третьою в слаломі в Борміо. На Олімпіаді Настасья посіла 7-ме місце в слаломі, хоча після першої спроби була п'ятою.
На Олімпійських іграх 2018 року посіла в слаломі лише 20-те місце (відставання від чемпіонки — 3,65 сек). У складі збірної Франції стала 4-ю в командних змаганнях.
За свою кар'єру Ноанс взяла участь у семи поспіль чемпіонатах світу (від 2009 до 2021 року). Усі сім разів вона потрапляла до двадцятки найкращих у слаломі, найкращий результат — 9-те місце у 2011 та 2015 роках.

## Результати в Кубку світу
Усі результати наведено за даними Міжнародної федерації лижного спорту.

### Підсумкові місця в Кубку світу за роками
| Сезон | Вік | Загальний залік | Слалом | Гігантський слалом | Супергігант | Швидкісний спуск | Гірськолижна комбінація |
| ----- | --- | --------------- | ------ | ------------------ | ----------- | ---------------- | ----------------------- |
| 2007  | 18  | 122             | 54     | —                  | —           | —                | —                       |
| 2008  | 19  |                 |        |                    |             |                  |                         |
| 2009  | 20  | 101             | 42     | —                  | —           | —                | —                       |
| 2010  | 21  | 64              | 19     | —                  | —           | —                | —                       |
| 2011  | 22  | 24              | 8      | —                  | —           | —                | —                       |
| 2012  | 23  | 34              | 11     | —                  | —           | —                | —                       |
| 2013  | 24  | 70              | 29     | —                  | —           | —                | —                       |
| 2014  | 25  | 42              | 14     | —                  | —           | —                | —                       |
| 2015  | 26  | 39              | 13     | —                  | —           | —                | —                       |
| 2016  | 27  | 26              | 7      | —                  | —           | —                | —                       |
| 2017  | 28  | 120             | 52     | —                  | —           | —                | —                       |
| 2018  | 29  | 74              | 27     | —                  | —           | —                | —                       |
| 2019  | 30  | 53              | 17     | —                  | —           | —                | —                       |
| 2020  | 31  |                 |        |                    |             |                  |                         |
| 2021  | 32  | 76              | 28     | —                  | —           | —                | —                       |

Станом на 7 лютого 2021 року

### П'єдестали в окремих заїздах
- 3 п'єдестали — (3 СЛ); 29 топ-десять

| Сезон | Дата           | Місце проведення          | Дисципліна | Місце |
| ----- | -------------- | ------------------------- | ---------- | ----- |
| 2011  | 11 січня 2011  | Флахау (Австрія)          | Слалом     | 3-тє  |
| 2014  | 5 січня 2014   | Борміо (Італія)           | Слалом     | 3-тє  |
| 2016  | 15 лютого 2016 | Кранс-Монтана (Швейцарія) | Слалом     | 2-ге  |

## Результати на чемпіонатах світу
Усі результати наведено за даними Міжнародної федерації лижного спорту.
| Рік  | Вік | Слалом | Гігантський слалом | Супергігант | Швидкісний спуск | Гірськолижна комбінація |
| ---- | --- | ------ | ------------------ | ----------- | ---------------- | ----------------------- |
| 2009 | 20  | 13     | —                  | —           | —                | —                       |
| 2011 | 22  | 9      | —                  | —           | —                | —                       |
| 2013 | 24  | 20     | —                  | —           | —                | —                       |
| 2015 | 26  | 9      | —                  | —           | —                | —                       |
| 2017 | 28  | 12     | —                  | —           | —                | —                       |
| 2019 | 30  | 13     | —                  | —           | —                | —                       |
| 2021 | 32  | 11     | —                  | —           | —                | —                       |

## Результати на Олімпійських іграх
Усі результати наведено за даними Міжнародної федерації лижного спорту.
| Рік  | Вік | Слалом | Гігантський слалом | Супергігант | Швидкісний спуск | Гірськолижна комбінація |
| ---- | --- | ------ | ------------------ | ----------- | ---------------- | ----------------------- |
| 2010 | 21  | 29     | —                  | —           | —                | —                       |
| 2014 | 25  | 7      | —                  | —           | —                | —                       |
| 2018 | 29  | 20     | —                  | —           | —                | —                       |